# Decreti di Nueva Planta

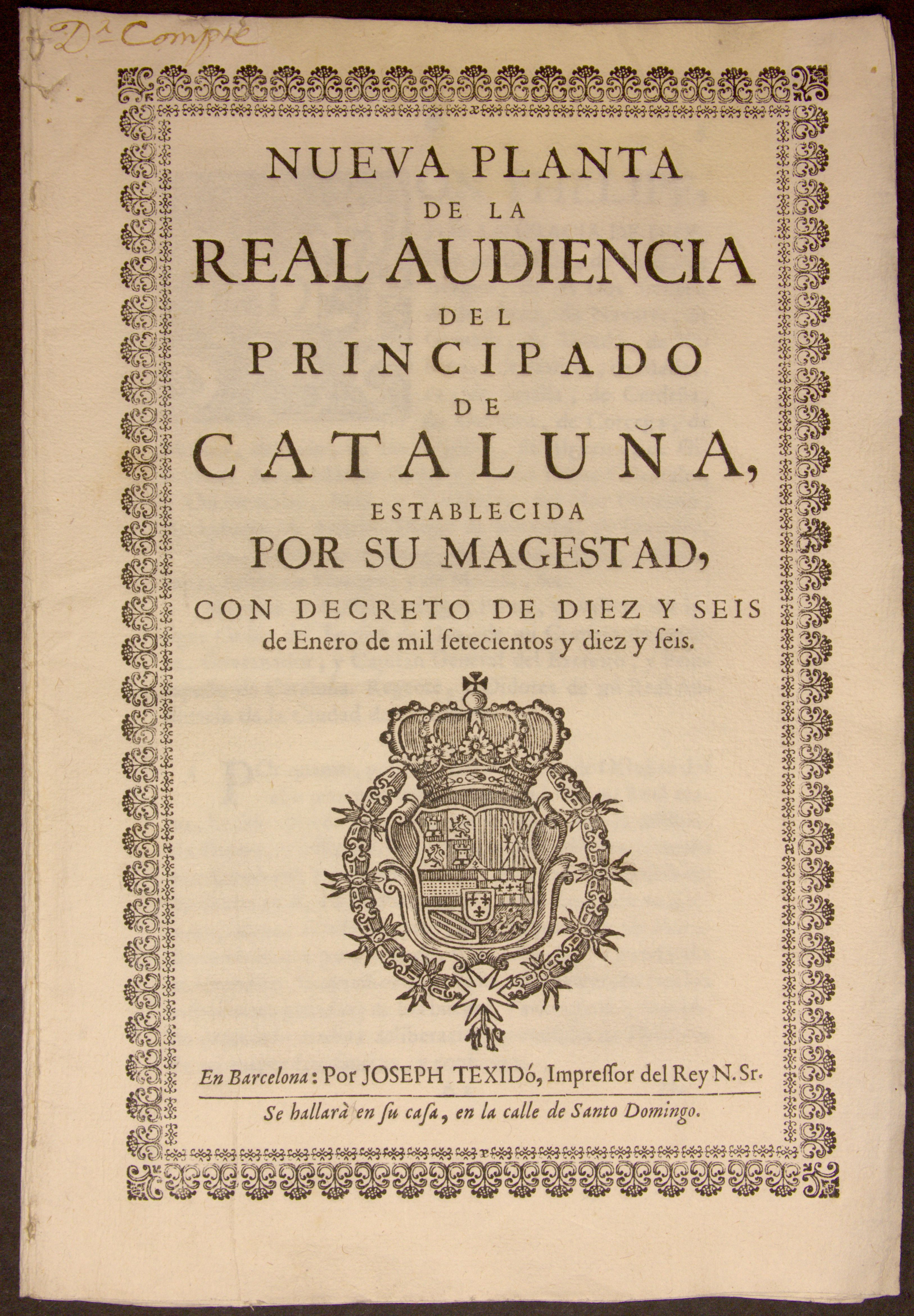
Copertina dei decreti di Nueva Planta per il Principato di Catalogna (16 gennaio 1716)

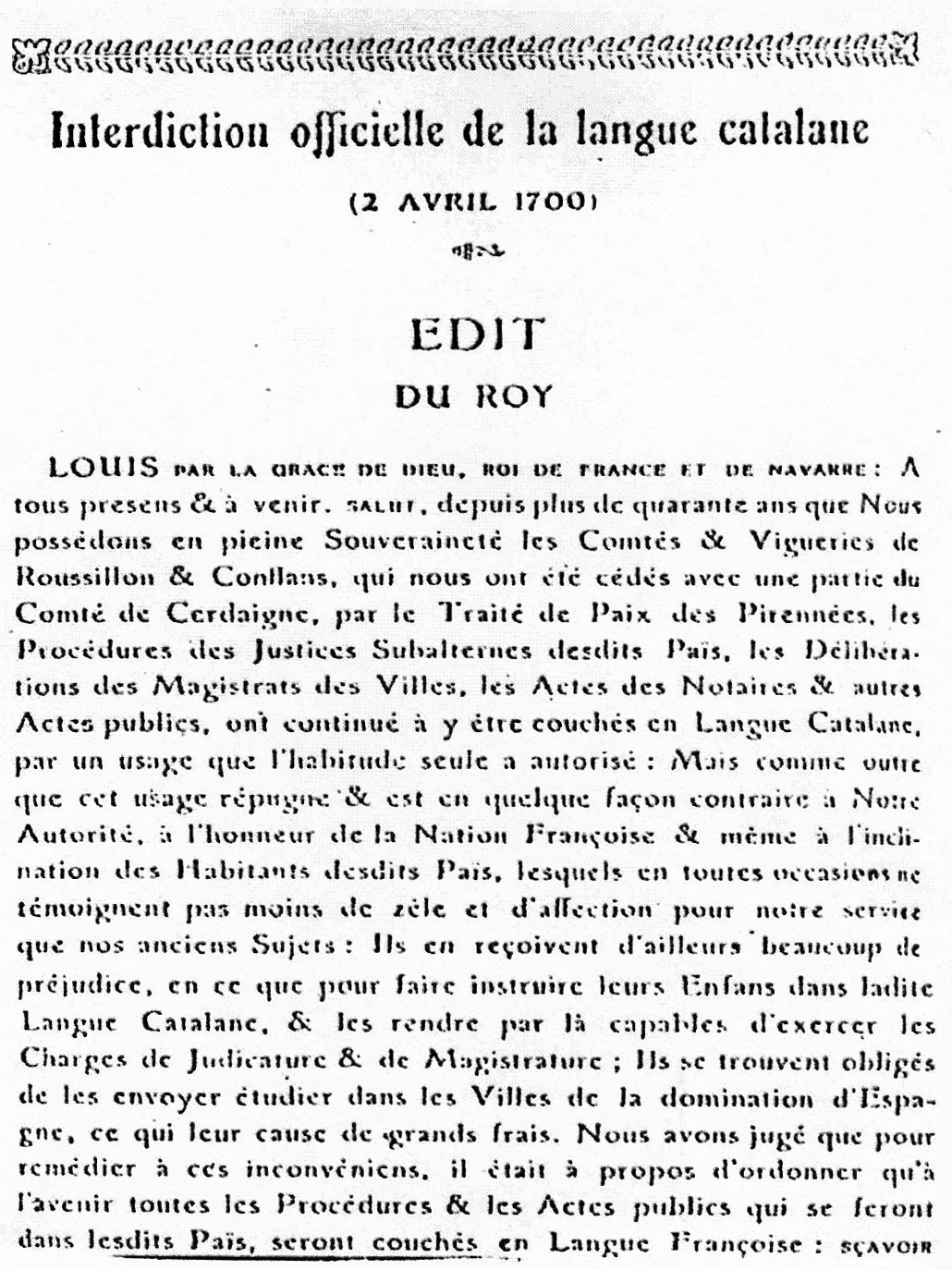
Decreto che vieta la lingua catalana

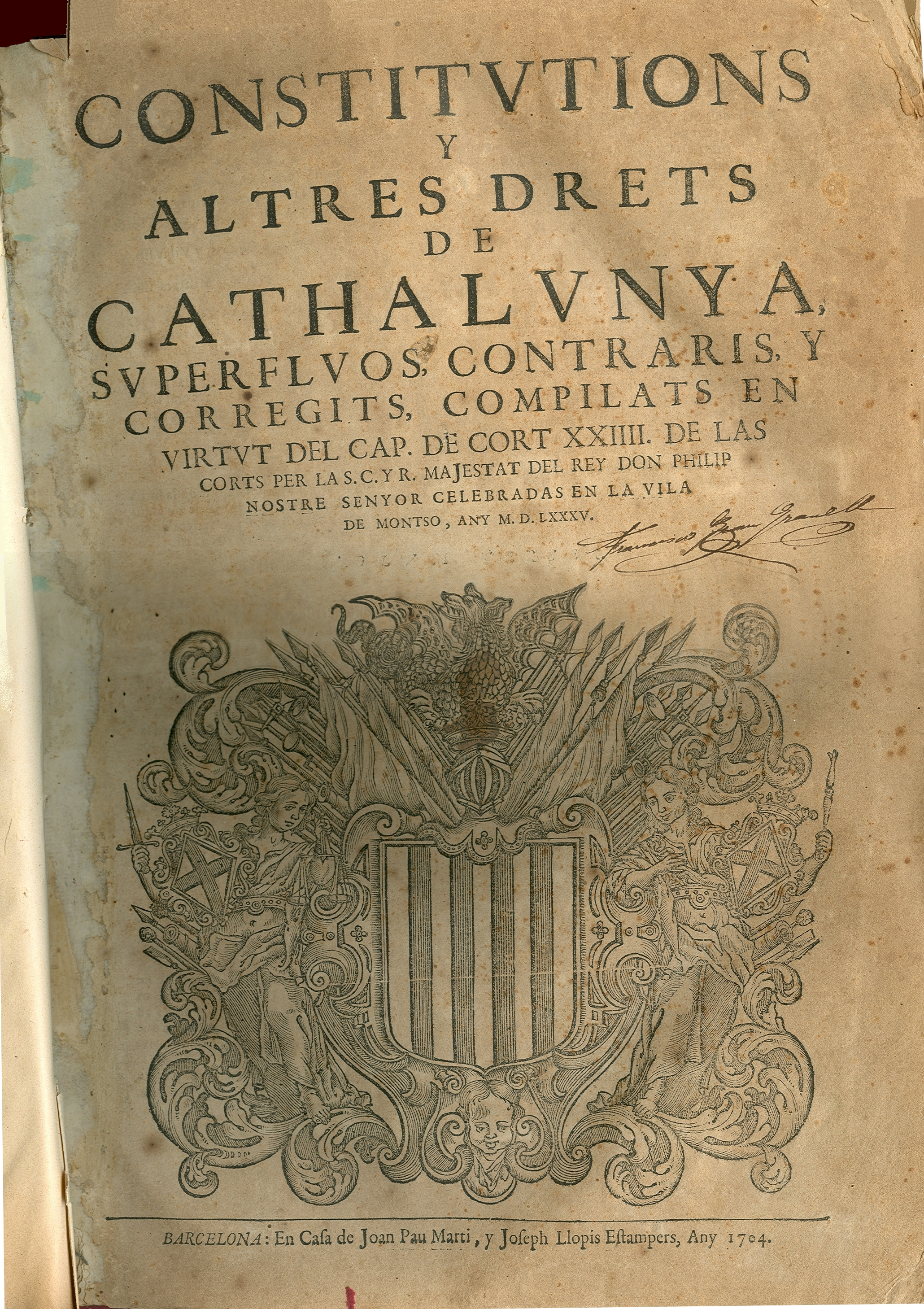
I decreti di Nueva Planta comportarono l'abrogazione di fatto delle Costituzioni catalane

I decreti di Nueva Planta (in spagnolo: Decretos de Nueva Planta) sono quattro decreti firmati tra il 1707 ed il 1716 dal re di Spagna Filippo V mediante i quali fu cambiata l'organizzazione territoriale dei regni della Corona d'Aragona, che aveva parteggiato per l'arciduca Carlo d'Asburgo durante la guerra di successione spagnola.
Ebbero come conseguenza l'abolizione delle autonomie locali e l'imposizione della lingua castigliana nell'uso ufficiale dello stato.

## Premessa
In seguito alla morte di Carlo II di Spagna (1700), rimasto senza discendenti, la linea dinastica degli Asburgo spagnoli si era estinta. La nomina di Filippo di Borbone, duca d'Angiò (pronipote di Carlo II, ma allo stesso tempo nipote del re di Francia Luigi XIV) come successore al trono spagnolo provocò l'intervento di tutte le altre potenze europee capeggiate dall'Austria e dall'Inghilterra, che si coalizzarono e diedero avvio alla guerra di successione spagnola per scongiurare il cumulo delle corone di Francia e Spagna in capo ai Borbone e consentire che al trono salisse l'arciduca Carlo d'Asburgo.
Nei conflitti che seguirono, la corona d'Aragona (uno dei regni di Carlo II) parteggiò per il pretendente austriaco, mentre i regni di Castiglia e Navarra diedero il proprio sostegno al pretendente borbonico. La vittoria di quest'ultimo, che divenne re col nome di Filippo V di Spagna, comportò la sostituzione dello storico sistema politico-amministrativo di stampo autonomistico del fuero con il modello tipicamente francese dello Stato centralizzato. Se Filippo veniva dall'esperienza assolutista, dove un governo forte aveva creato una nazione sviluppata e potente, l'abolizione dell'autonomia nei diversi regni che componevano la Corona di Spagna fu traumatica. 
I decreti che applicavano questa visione di Stato moderno, oltretutto, furono probabilmente anche attuati con intenti punitivi verso i regni che si erano schierati dalla parte dell'arciduca Carlo.

## L'adozione dei decreti
1. Il 29 giugno 1707, in seguito alla battaglia di Almansa, vennero promulgati i decreti per i regni di Valencia e dell'Aragona, che abolirono una parte del diritto e delle consuetudini locali valenziano-aragonesi.

1. Il 13 aprile 1711 un secondo decreto istituì di nuovo parzialmente il diritto aragonese, garantendo una nuova organizzazione alla Real Audiencia di Saragozza. Nel caso dell'Aragona l'assimilazione castigliana fu facilitata dal fatto che nella porzione meridionale del territorio la lingua aragonese era già stata assorbita dal castigliano.
2. Il terzo decreto, del 28 novembre 1715, riguardò Maiorca e le Baleari (tranne Minorca, all'epoca sotto sovranità inglese) e fu frutto di un'impostazione più conciliante.
3. Il quarto decreto, relativo alla Catalogna, fu promulgato il 16 gennaio 1716. Al territorio che aveva dimostrato più resistenza vennero riservate le condizioni più dure: vennero soppresse tutte le istituzioni politiche catalane (la Generalitat de Catalunya che rappresentava il Governo, le  Corts Catalanes che aveva le funzioni di Parlamento e il  Consell de Cent). Al viceré venne a sostituirsi un capitano generale e la Catalogna venne suddivisa in corregidurías anziché nelle tradizionali vegueries. Venne inoltre istituito il catasto per imporre gravami sulle proprietà urbane e rurali e la lingua catalana fu privata dello status di lingua ufficiale e sostituita dal castigliano, che fu obbligatoriamente introdotto nelle scuole e negli uffici giudiziari. Vennero pure chiuse le università catalane che avevano appoggiato l'arciduca d'Austria e trasferite a quella di Cervera, che era rimasta fedele a Filippo V. Solo la piccola Val d'Aran sfuggì alla repressione borbonica: poté mantenere il proprio regime politico-amministrativo e non venne aggregata a nessuna nuova corregiduría.[senza fonte]

## Conseguenze
Con i decreti di Nova Planta Filippo V interruppe la tradizione federalista degli Asburgo spagnoli, abolendo gli antichi fueros della corona d'Aragona ed estendendo l'organizzazione amministrativa del regno di Castiglia e l'uso del castigliano a questi territori, sul modello accentratore dei Borbone di Francia. La Spagna divenne per la prima volta nella sua storia uno stato centralizzato.
Le riforme, di stampo assolutista, ne stravolsero la struttura istituzionale, passando da una monarchia composta (unione personale di diversi regni sotto la medesima Corona) a una monarchia unitaria, in cui tutti gli altri regni - pur continuando ad esistere nominalmente - furono sottomessi alle istituzioni, leggi e autorità di uno di questi (la Castiglia).
Gravi furono le conseguenze per la lingua catalana, che privata di ogni validità legale iniziò un lento declino che ebbe forti ripercussioni sulla produzione culturale e sulla stessa coscienza nazionale catalana. Per la lingua aragonese, che già da tempo stava arretrando di fronte al castigliano nella stessa Aragona, il contraccolpo fu ancora più grave.